# Barton Turf
Barton Turf is een civil parish in het bestuurlijke gebied North Norfolk, in het Engelse graafschap Norfolk met 467 inwoners.